# Abesszin fecske
Az abesszin fecske (Cecropis abyssinica) a verébalakúak (Passeriformes) rendjébe, ezen belül a fecskefélék (Hirundinidae) családjába tartozó faj.

## Rendszerezése
A fajt Félix Édouard Guérin-Méneville francia entomológus írta le 1843-ban, a Hirundo nembe Hirundo abyssinica néven.

## Alfajai
- Cecropis abyssinica puella (Temminck & Schlegel, 1845) – Szenegáltól és Sierra Leonétől észak-Kamerunig;
- Cecropis abyssinica maxima (Bannerman, 1923) – délkelet-Nigéria, dél-Kamerun, délnyugat-Közép-afrikai Köztársaság, Bioko;
- Cecropis abyssinica bannermani (C. H. B. Grant & Mackworth-Praed, 1942) – nyugat- és délnyugat-Szudán, északkelet-Közép-afrikai Köztársaság;
- Cecropis abyssinica abyssinica (Guérin-Méneville, 1843) – kelet-Szudán, Etiópia, Eritrea;
- Cecropis abyssinica unitatis (W. L. Sclater & Mackworth-Praed, 1918) – Egyenlítői-Guineatól és Gabontól Dél-Szudánig, Kenyáig, dél-Szomáliáig, közép-Angoláig, valamint kelet-Zambia, Zimbabwe, kelet-Botswana, Mozambik, kelet-Szváziföld, kelet-Dél-afrikai Köztársaság;
- Cecropis abyssinica ampliformis (Clancey, 1969) – dél-Angolától és észak-Namíbiától nyugat-Zambiáig és északnyugat-Zimbabwéig.

## Előfordulása
Afrikában a Szaharától délre eső területeken honos. Természetes élőhelyei a szubtrópusi vagy trópusi síkvidéki esőerdők, mangroveerdők, szavannák és legelők, valamint folyók, patakok környéke és emberi környezet. Vonuló faj.

## Megjelenése
Testhossza 19 centiméter, testtömege 15-21 gramm.
|  |

## Életmódja
Rovarokkal táplálkozik, de fogyaszt gyümölcsöket is.

## Szaporodása
A költési ideje az esős évszakra korlátozódik. A fészekalj általában három tojásból áll, melyeken a nőstény egyedül költ 14-16 napon keresztül. A mindkét szülő által táplált fiókák 17-19 nap után repülnek ki a fészekből, de egy ideig még visszatérnek etetést igényelve.
|  |  |

## Természetvédelmi helyzete
Az elterjedési területe rendkívül nagy, egyedszáma pedig növekszik. A Természetvédelmi Világszövetség Vörös listáján nem fenyegetett fajként szerepel.